# Petaurista nobilis
Petaurista nobilis är en däggdjursart som först beskrevs av Gray 1842.  Petaurista nobilis ingår i släktet jätteflygekorrar, och familjen ekorrar. IUCN kategoriserar arten globalt som nära hotad. Inga underarter finns listade i Catalogue of Life. Wilson & Reeder (2005) skiljer mellan två underarter.
Individer av underarten P. n. singhei som hittades under en studie året 2002 hade en kroppslängd (huvud och bål) av 47 till 69 cm och en svanslängd av 51 till 61 cm. Denna underart är lite större än nominatformen. Nominatformen har dessutom en ljus längsgående linje på ryggens mitt som saknas hos underarten. Den genomsnittliga vikten anges med 2,71 kg. Arten har en tjock och ullig päls som huvudsakligen är kastanjebrun. På axlarna, på svansen främre del och på låren förekommer intensiv orange päls. På händer och fötter är pälsen kortare och svartbrun. Petaurista nobilis har en 4 till 5 cm lång svart svansspets. Flygmembranen är vid kanten ockra samt mellan bakbenen och svansen orange.
Arten förekommer i östra Nepal, nordöstra Indien och Bhutan. Den lever i bergstrakter mellan 1500 och 3000 meter över havet. Petaurista nobilis vistas i tropiska bergsskogar och är aktiv mellan skymningen och gryningen. Den klättrar främst i växtligheten.
Exemplar i fångenskap matades framgångsrik med majs och ris.